# Acrocercops leucophaea
Acrocercops leucophaea är en fjärilsart som beskrevs av Edward Meyrick 1919. Acrocercops leucophaea ingår i släktet Acrocercops och familjen styltmalar.
Artens utbredningsområde är Nepal. Inga underarter finns listade i Catalogue of Life.